# .50 Action Express

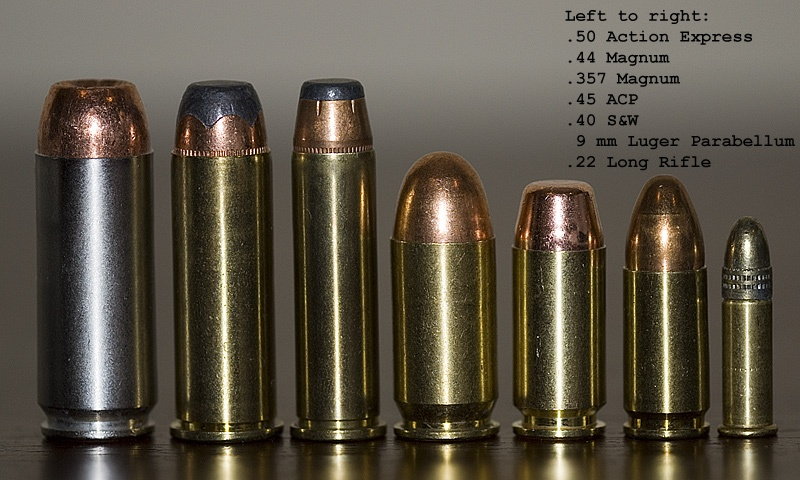
Comparação entre diferentes tipos de balas de pistola. O cartucho .50 AE é o último à esquerda da foto.

O .50 Action Express ou simplesmente .50 AE (12,7 x 33 mm) é um calibre para pistolas semiautomáticas.
Foi desenvolvido pela Magnum Research Inc. em 1991 para a pistola Desert Eagle, sendo também adotado em algumas outras pistolas semiautomáticas e revólveres.

## Características
É um dos calibres de pistola mais poderosos ainda em produção. O fato de que a pistola Desert Eagle se distinga por um recuo mais suave que um revólver de mesmo calibre é, neste caso, um aspecto fundamental. Com uma projétil de aproximadamente 16,25 gramas, desenvolve uma velocidade de 425 m/s e 1900 joules de energia, com uma superfície de impacto de calibre de 12,7 mm.
Trata-se de um cartucho apropriado para a caça de animais de grande porte com uma pistola, mas devido ao recuo é pouco adequada para a defesa pessoal, mas se utilizada contra um alvo humano o poder de parada é elevadíssimo, afinal, pode-se derrubar um búfalo ou um urso com o referido calibre.